# George Merrill
George Merrill (1866-1928) es conocido por haber sido el amante del poeta y activista inglés Edward Carpenter.
Era un hombre de clase obrera y sin estudios oriundo de Sheffield. Conoció a Edward Carpenter en un tren en 1891. Siete años más tarde, en 1898, se fue a vivir con él en su casa de Millthorpe. Carpenter le dedicó entonces el poema titulado Hafiz to the Cupbearer. 
Vivieron abiertamente su relación durante 30 años, hasta la muerte del propio Merrill. Un año más tarde falleció Carpenter. Su relación fue la inspiración para otro escritor, también inglés, E. M. Forster, para escribir su novela Maurice.